# 基思·马斯托
基思·马斯托（英語：Keith Musto，1936年1月12日—），英国前男子帆船运动员。他曾代表英国参加1964年夏季奥林匹克运动会帆船比赛，联同托尼·摩根获得一枚银牌。